# Álvaro Afonso
Álvaro Afonso (fl. c. 1440-1471) fue un poeta y compositor portugués del Renacimiento.

## Vida

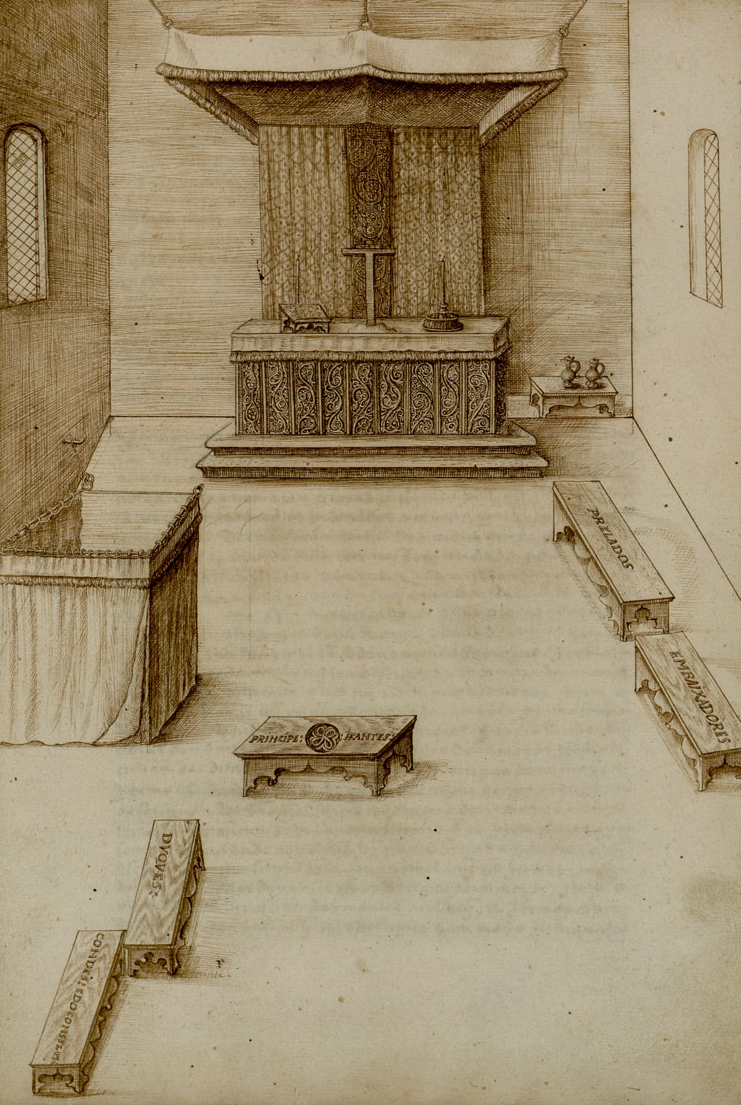
Aspecto de la Capilla Real portuguesa en época de Afonso V de Portugal

Álvaro Afonso fue un licenciado que surge inicialmente como cantor de Pedro de Portugal, duque de Coímbra, durante un periodo en el que fue regente (1439 a 1448). De esta fase ha llegado hasta nuestros días un fragmento de una composición poética de su autoría transcrita en el Cancionero de la Biblioteca Vaticana:

Luís Vaasquez, depois que parti

d' esa çidade tam boa, Lisboa,

achey tall emcontro que digo per mim

que som ja desfeito e jaço à toa,

acerca de Sintra, ò pee d'esta sserra,

vy hua sserrana que braadava guerra:

«Vós treedes comigo: decê-vus a terra,

Pois allá tangem e qua ora soa!»

Pero de sa vista eu fosse espantado

Qual me ela pareceu tão ressanhuda [...]

Luís Vasques, después de que partí

De esa ciudad tan buena, Lisboa,

Halle tal encuentro que digo para mí

Que soy ya deshecho y yazgo sin sentido,

Cerca de Sintra, al pie de esta sierra,

Vi una serrana que bramaba guerra:

«Vos venís conmigo, acostaos en tierra,

¡Pues allí tañen y aquí ahora suena!»

Pero de su vista yo fuese espantado

Cual ella me pareció tan resabiada [...]

Es el ejemplo más antiguo conocido de serranilla en portugués que sigue el ejemplo del Marqués de Santillana.
Fue nombrado maestro de capilla de la Capilla Real de Alfonso V de Portugal, ocupando el cargo en fecha desconocida entre 1440 y 1449. En 1452 fue enviado a la corte de Enrique VI de Inglaterra para copiar el ceremonial litúrgico de su capilla.

## Obra
De su obra musical se sabe que realizó parte de un misa de canto llano que compuso en 1471 para las celebraciones de la conquista de Arzila, que en la primera mitad del siglo XVIII se preservaba en un manuscrito de la biblioteca del infante Pedro de Portugal, pero que ha sobrevivido hasta nuestros días.
- Vesperae, Matutinum, & Laudes cum Antiphonis, & figuris musicis de inclyta, ac miraculosa Victoria in Africa parta ad Arzillam (1471)[5][6]
- Pergunta que fez Álvaro Afonso, cantor do senhor infante, a um escolar (Luís Vasques, depois que parti)[3]